# Ратное (Приморский край)
Ра́тное (с 2002 по 2011 Ратный) — хутор в Партизанском районе Приморского края. Входит в Сергеевское сельское поселение.

## Название
До 1972 года носил название Шайга. Переименован после вооружённого конфликта за остров Даманский.
С 2002 по 2011 Ратный

## География
Хутор Ратное стоит на правом берегу реки Икрянка (левый приток реки Партизанская), примерно в 1 км до её устья.
Расстояние до административного центра сельского поселения Сергеевка (на север по трассе) около 10 км.
Расстояние до районного центра Владимиро-Александровское (на юг) около 39 км.

## Население
| 2002 | 2010 |
| ---- | ---- |
| 19   | ↘13  |

## Инфраструктура
Личное подсобное хозяйство с зоной сельскохозяйственного использования, индивидуальная застройка усадебного типа.

## Транспорт
Через село проходит автотрасса Находка — Кавалерово.
На восток от хутора идёт дорога к деревне Ястребовка.